# コンテナ苗
コンテナ苗は、コンテナ容器に入れて育てた苗木。良質な苗木の確保、労働力やコストの軽減などを目的に林業や緑化事業の現場で使用されている。

## 概要
コンテナ苗に使われるコンテナとは、多数の穴をつなげた形状の硬質プラスチックの箱である。マルチ・キャビティー・コンテナとも呼ばれる。それぞれの穴に培地を充填して、播種もしくは挿し木などを行い育苗する。コンテナは排水性があり、植栽時に根を傷めずに取り出せる工夫が講じられている。2020年代においては、容器の形状は地域や樹種に応じて開発が進められており規格化されたものはない。
コンテナ苗のメリットとして、コンテナの中でルーピング（根巻き）が生じないこと、根切り作業が不要となること、植え付け時期（春先以外でも可）を選ばないこと、育苗期間を短縮できることなどが挙げられる。デメリットとして、苗木1本のコストが高いこと、植え付け時に苗木の運搬効率が劣ることなどコスト面のデメリットはあるものの、
伐採から植付けまで一貫作業が可能となり相殺が可能となる。
コンテナ苗の植え付けには、通常のクワのほか苗鉢の形状に合わせた穴あけ器具（ディンプル、スペイド）などを用意し、表土に穴を開けてからコンテナ苗を落とし込む。